# 生きてさえいれば
『生きてさえいれば』（いきてさえいれば）は、小坂流加による小説。文芸社文庫NEOより2018年12月15日に刊行された。2022年3月18日時点で累計発行部数は25万部を突破している。
本作は小坂が逝去した約半年後に、愛用のパソコンに残されていた別の原稿を家族が発見し、文芸社編集部に託したもので、同編集部で確認の結果、刊行されることとなったものである。
入院中の大好きな叔母が宛名も書けずに手元に置いている手紙を見つけた小学6年生の男子が、その手紙を大阪にいる叔母の想い人に届けることで、叔母の大学時代の青春の日々や切ない恋愛が彼氏の回想として描かれていく。

## あらすじ
（※ 最初は千景の視点で現在の物語が進行し、次に7年前の秋葉の視点による回想場面に移り、最後にもう一度、現在の千景の視点に戻っている）
【現在】
小学6年生の風間千景は、心臓病で入院している叔母の牧村春桜（ハルちゃん）を慕っている。ある日、春桜が宛先を書けずに病室の窓辺に置かれた手紙を見つけ、それが大阪にいる羽田秋葉に宛てたものだと知った千景は、手紙を届けようと大阪に向かう。
大阪で千景はなんとか秋葉のいる酒屋にたどり着き、秋葉の妹・夏芽と話したりして、結局、秋葉の所に一泊することになる。その夜、秋葉と二人でゆっくり話す機会を得た千景は、秋葉の大学時代、東京での春桜との想い出の話を聞くことになる。
【回想・７年前】
東京の大学に入学した秋葉は、友人となったジンと、サークルの新歓コンパに参加し、モデルとして活躍する有名人でアイドル的存在の3年生・牧村春桜と出会う。ジンが秋葉を連れて春桜のテーブルに行き、秋葉の名前を使って自分たちを紹介すると、秋葉は春桜にいきなりプロポーズされる。理由は秋葉の名前で、春と秋なのでうまくいくと春桜は目を輝かせて言う。
秋葉は同じ1年生の桐原麗奈に片思い中と言うこともあり、訳のわからないことを言う春桜を煩わしく思うが、春桜は秋葉の教室やバイト先の図書館にもやって来るようになり、秋葉は周囲の学生たちから羨望と妬みを買ってしまう。
その後、春桜を避けていた秋葉だったが、麗奈が起こしたトラブルがきっかけで、春桜に会うことになる。春桜と秋葉は、偶然に春桜の姉・冬月を見かけ、春桜は冬月に敬遠気味にされながらも3人で食事をする。その時に秋葉は冬月から今度家に食事に来なさいと誘われる。秋葉は冬月に連絡をとって家に行き、5歳の千景、3歳の茜の兄妹と出会う。秋葉は兄妹に懐かれ、特に千景からは「春と冬をつなげて」とせがまれる。
春桜は、冬月との関係がぎくしゃくしており、春と冬をつなぐことができる「秋」と妹の名前の「夏」も持っている秋葉と結婚することで、冬月との関係を修復していきたいという独特な考えを持っていた。
秋葉は、春桜が本当に好きなのは冬月で、自分ではないと言うが、春桜から本心を打ち明けられた秋葉は、周囲からちやほやされたために前向き思考が強過ぎると思っていた春桜が、実はごく普通の女性で、その純粋な内面を知った秋葉の春桜への思いは恋に変わっていった。
そんなある日、トラブルで自分の部屋にいられなくなった春桜を秋葉は自宅に招き、一緒に暮らすことになる。その間に一度大阪に帰ってくるよう促す母親の手紙や幼なじみの理央からの連絡が来るが、秋葉は無視し続け、堪りかねずやって来た理央を追い返してしまう。
年末、秋葉に警察から突然の連絡があり、交通事故で両親は即死、夏芽は重度の脊髄損傷で歩けなくなってしまう。以前にも増して頼ってくる妹の世話をしなければならない秋葉は、大学を辞めて大阪に残ろうとする。春桜は心配して、大阪の秋葉のもとを訪れていたが、理央が秋葉に会わせず追い返していた。春桜と連絡がつかない秋葉は姉の冬月に電話するが、戻れないなら春桜のことは忘れて、と告げられる。
そんな中、夏芽の病院にジンと春桜の友人・リィが来て、春桜が妊娠して流産し、今は心臓病で入院していると聞かされる。自分が春桜の発病の引き金を引いてしまったと、秋葉は絶望に打ちひしがれる。その後は秋葉は連絡することもできず、春桜からの連絡もないまま時が過ぎていった。
【再び現在】
千景は忘れていた昔の秋葉のことを思い出し、秋葉も目の前の少年が千景であると気付く。千景は秋葉に春桜の手紙を渡し、なぜ春桜を捨てたと責めるが、秋葉は謝りながらも、今でも春桜に対する思いは変わらないと言う。頑なに拒んでいた夏芽も秋葉が東京に行ってもいいと言い出す。
翌朝、千景は、秋葉が運転する酒屋の軽トラックで夏芽と一緒に東京に向かう。病院に着くと、千景と夏芽が見事な連係プレーで秋葉を春桜の病室に押し込んで、二人きりにする。
冬月は春桜の手紙を届けた千景を優しくねぎらう。そして、千景は「生きてさえいれば、恋だって始められる、『ほんとうの幸（さいわい）』を見つける旅が続けられる」と思っている。

## 登場人物

### 主要人物
風間千景（かざま ちかげ）
主人公。小学6年生の男子。叔母の春桜を慕っている。柔らかい目元など春桜によく似ている。
学校で集団いじめにあっており、死ぬことを考えている。秋葉の回想では5歳。
春桜の手紙を秋葉に届け、止まったままになっていた春桜と秋葉の時を動かしていく。
羽田秋葉（はねだ あきは）
大阪の酒屋で働くかつての春桜の恋人。7年前の回想部分では主人公の役割。
回想では、東京に出て大学に入学したばかりの18歳。工学部・航空工学専攻。
父親が作ったスペースシャトルの部品の六角ボルトを持ち続けている。
牧村春桜（まきむら はるか）
千景からはハルちゃんと呼ばれている。遺伝性の重い心臓病で入院している。
回想では大学3年生で、人気モデルとして活躍し、学内でも人気を集めていた。
写真が好きで父の形見のライカM6を大事にしている。矢沢あいが好き。
風間冬月（かざま ふゆつき）
千景の母で春桜の10歳上の姉。出版社でエディターをしている。春桜とは似ていない。
父親似でシャープな印象。秋葉の印象では、躾には厳しいが子どもの話をよく聞く良いお母さん。
春桜に対しては、わだかまりを持っている。千景にとっては、獰猛なお母さんになる場合がある。
神命（じん みこと）/ ジン
秋葉が大学で知り合って親友となった同級生。秋葉に親身に接する。父親は厚生労働省の官僚。
連絡が取れなくなった後の春桜の状況を必死に調べて、秋葉に連絡してくれる。

### 秋葉の関係者
羽田夏芽（はねだ なつめ）
秋葉の妹。中学2年生。秋葉の実父が蒸発した後、母親の再婚相手との間に生まれた。
秋葉を慕っている。父親の起こした交通事故で歩けなくなる。回想では7歳。
兵頭理央（ひょうどう りお）
秋葉が働く酒屋の娘。秋葉とは2歳下の幼なじみで、ずっと秋葉に思いを寄せている。
秋葉の家族の事故を心配して来た春桜を追い返してしまい、2人を疎遠にする一因を作っている。
桐原麗奈（きりはら れいな）
大学に入った秋葉が好きになった同級生。
モデルを目指し、春桜との繋がり目的で秋葉に時折話しかけるが、秋葉に好意は持っていない。

### 春桜の関係者
風間茜（かざま あかね）
千景の2歳違いの妹。千景とは異なり、母親の冬月に似て、ツンとした顔つきをしている。回想では3歳。
リィ
春桜の友人。ファッション雑誌のモデルをしている。元ヤン。春桜のボディガード的存在。
回想ではメイド喫茶で働いていた。DV男絡みで暴行されていた時に春桜に救われている。
藤井カヤ（ふじい カヤ）
春桜の古くからの友人で、春桜の強力なボディーガード。後に理学療法士となり春桜の担当となる。
春桜に対しては恋愛感情に近いものがあり、秋葉に対して負の感情を持っている。
牧村秋好（まきむら あきよし）
春桜と冬月の父。妻の夏子に似た春桜を大事にしていた。
冬月は春桜と少しも似ていないと言ったことが、春桜と冬月の間の確執の一因となっている。
牧村夏子（まきむら なつこ）
春桜と冬月の母。重い心臓病で、心臓移植が間に合わず若くして亡くなっている。
病気は一定の確率で遺伝し、春桜にも発症している。

## 書誌情報
- 小坂流加 『生きてさえいれば』 文芸社〈文芸社文庫NEO〉、2018年12月15日発行、ISBN 978-4-286-20200-6